# Hociîn, Dubrovîțea
Hociîn (în ucraineană Хочин) este un sat în comuna Udrîțk din raionul Dubrovîțea, regiunea Rivne, Ucraina.

## Demografie
Componența lingvistică a localității Hociîn
     Ucraineană (100%)
Conform recensământului din 2001, toată populația localității Hociîn era vorbitoare de ucraineană (100%).